# Sjeikdom
Een sjeikdom (Arabisch: مشيخة, Mashyakhah) is een geografisch gebied of een samenleving die wordt geregeerd door een stamhoofd dat bekend staat als een sjeik. Sjeikdoms bestaan bijna uitsluitend in Arabische landen, met name op het Arabisch Schiereiland, met enkele opmerkelijke uitzonderingen in de geschiedenis (bijv. het Sangage-sjeikdom in Mozambique).
Hoewel sommige landen worden geregeerd door een sjeik, worden ze doorgaans niet aangeduid als sjeikdoms, maar als koninkrijk, emiraat of gewoon staat, en hun heerser heeft meestal een andere koninklijke titel, zoals koning of emir.
In het verleden waren er enkele sjeikdoms zoals Sjeikdom Koeweit en Sjeikdom Opper-Asir.